# Kananaskis Village
Kananaskis Village est une localité située dans la province de l’Alberta, au Canada. 
C'est un point de départ pour des randonnées. La présence d'ours grizzlis est notée.

## Évènements
C'est là que les 26 et 27 juin 2002 s'est tenu le sommet du G8 2002. Ce site isolé et difficile d'accès avait été choisi pour éviter la présence de manifestants,.
En juillet 2023, un accident d'avion léger y cause la mort de six personnes.
Le sommet du G7 de 2025 s'y tient également du 15 au 17 juin 2025.